# Cântaro

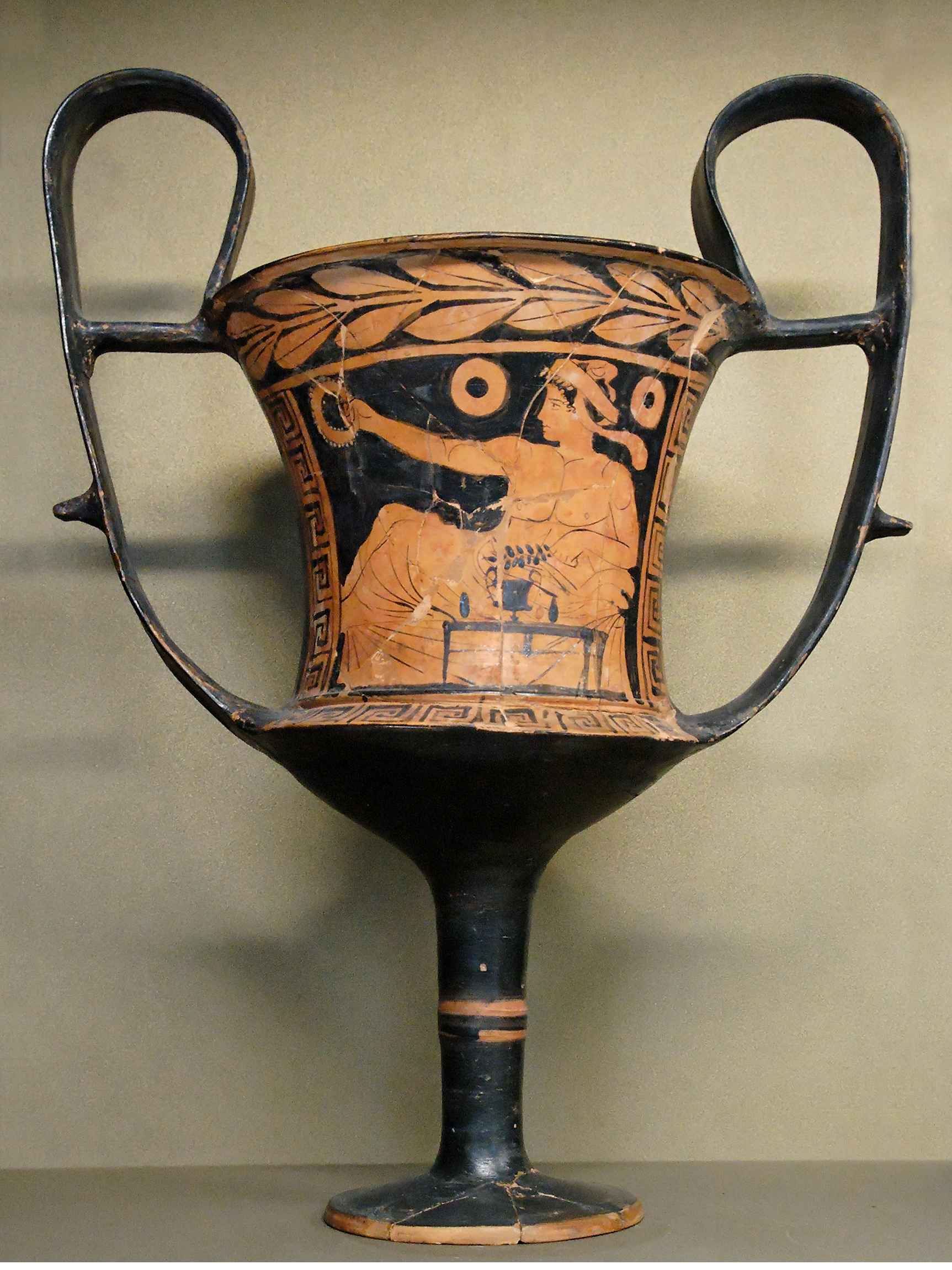
Cântaro do acervo do Louvre

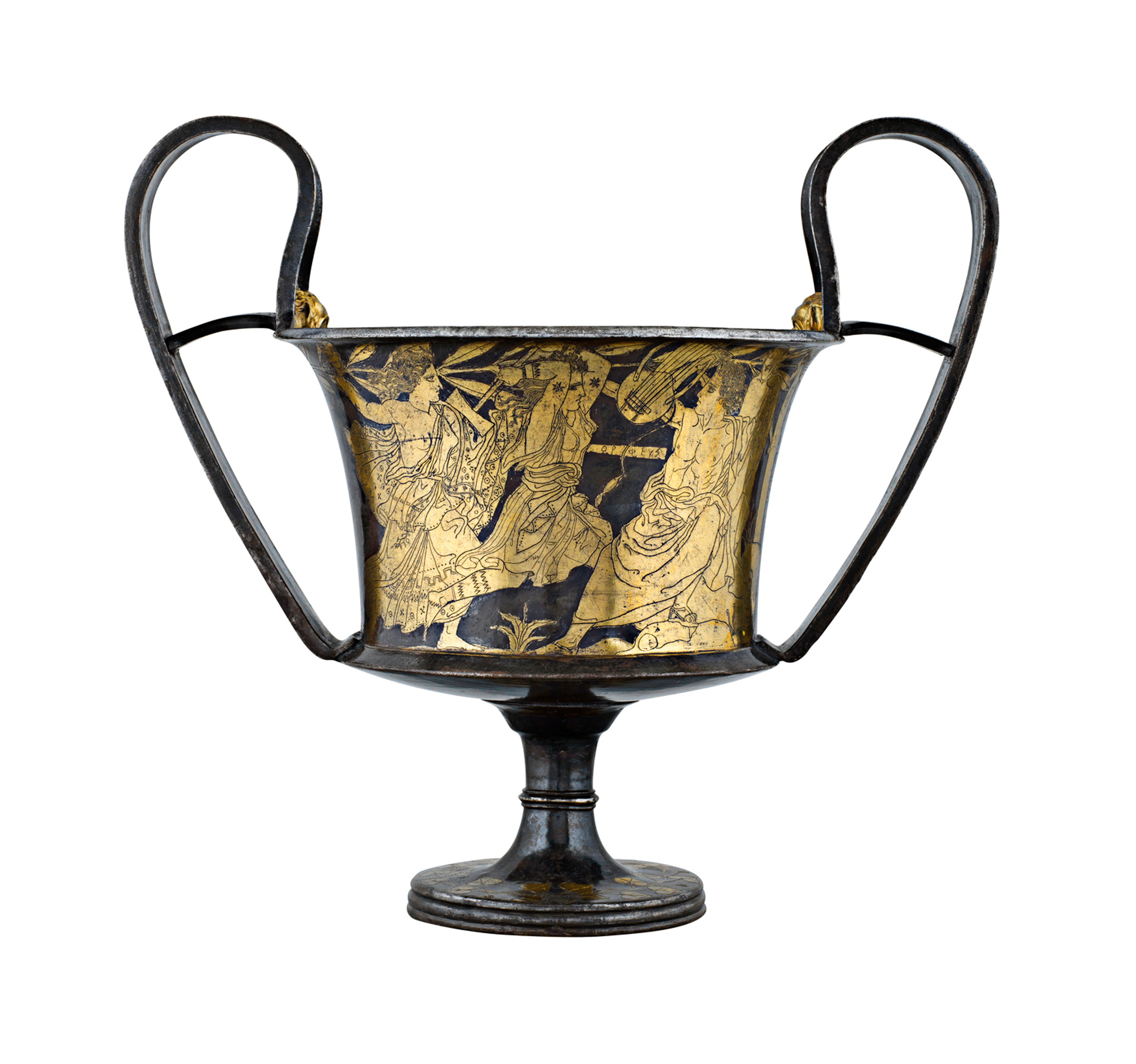
Kantharos de prata com a morte de Orfeu e o sequestro de Helena, c.420-410 AC, parte da coleção Vassil Bojkov, Sofia, Bulgaria

Cântaro (em grego: κάνθαρος; romaniz.: Kántharos; em latim: Canthàrus) é um tipo de vaso grego usado para beber. Tinha duas asas verticais e normalmente sua base era alta. Os cântaros surgiram antes do século VIII a.C..
Eram normalmente decorados nos estilos de figuras negras ou figuras vermelhas, possivelmente havia cântaros de metal (bronze ou prata) e os temas mais frequentes eram o deus Dionísio ou o herói Hércules.
No século IV a.C. os cântaros eram muito comuns na Grécia Antiga.

## Galeria

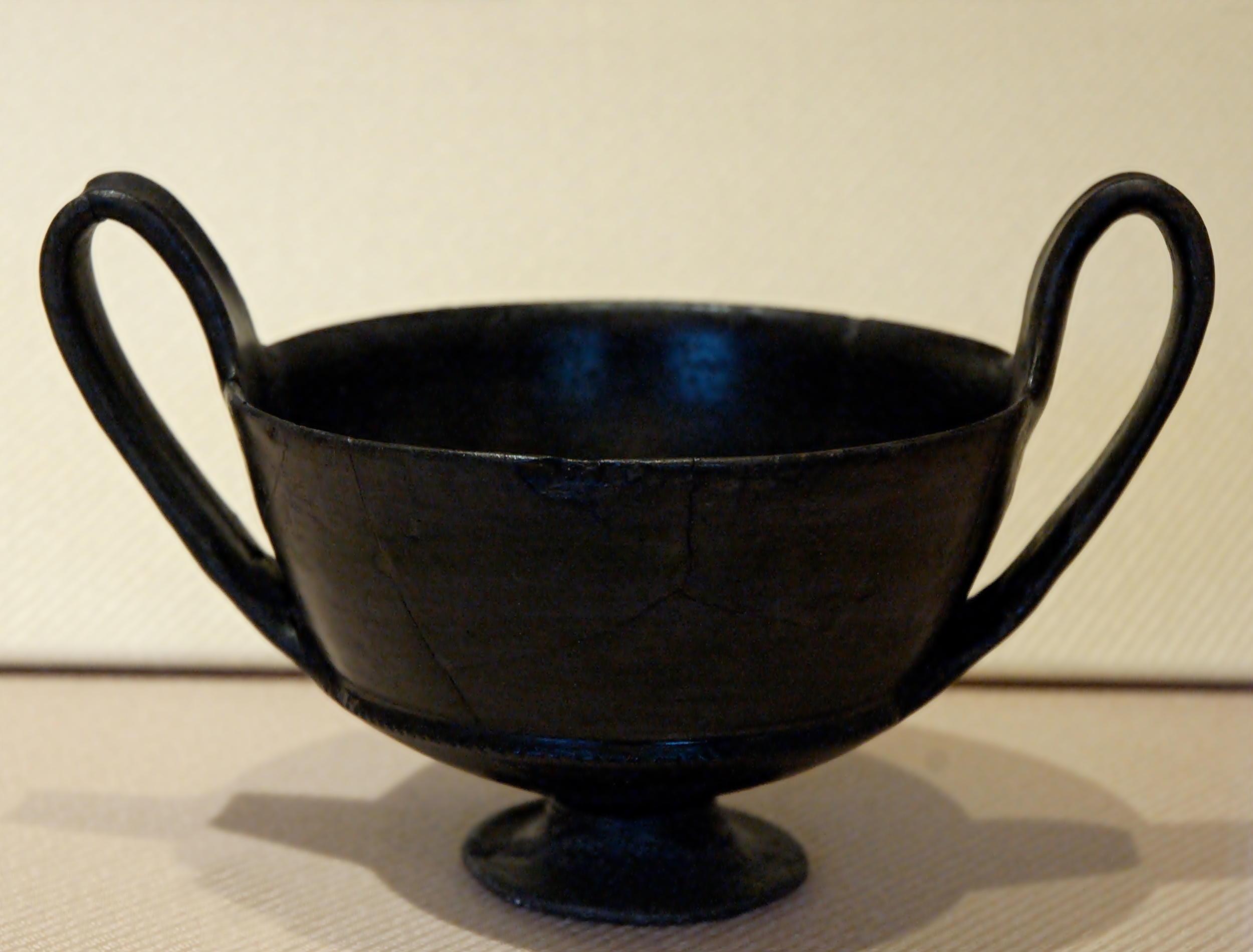
Bucchero kantharos (cultura latial, 830-730 AC)
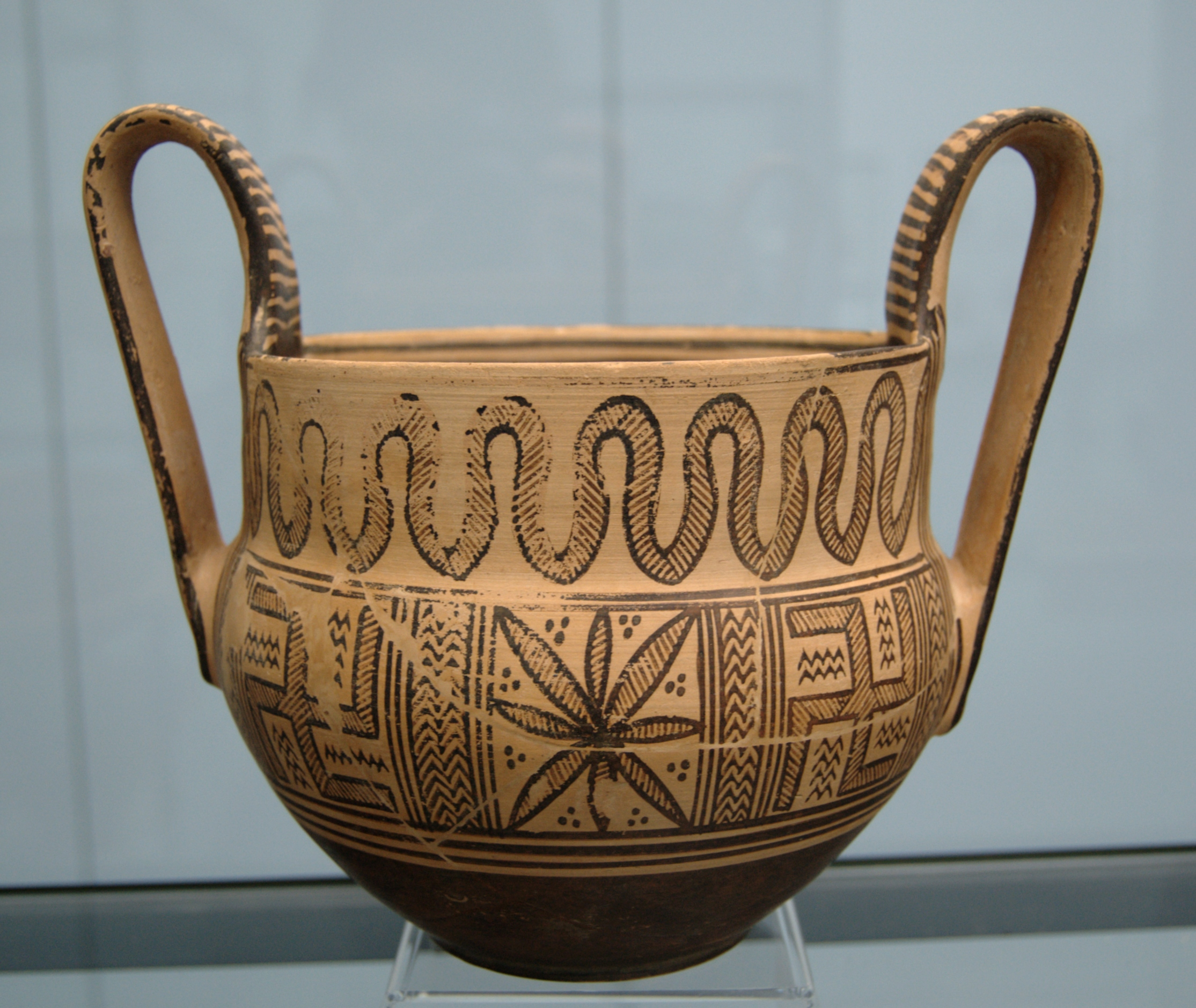
Kantharos funerários geométricos(Attica, ca. 780 a.C.)
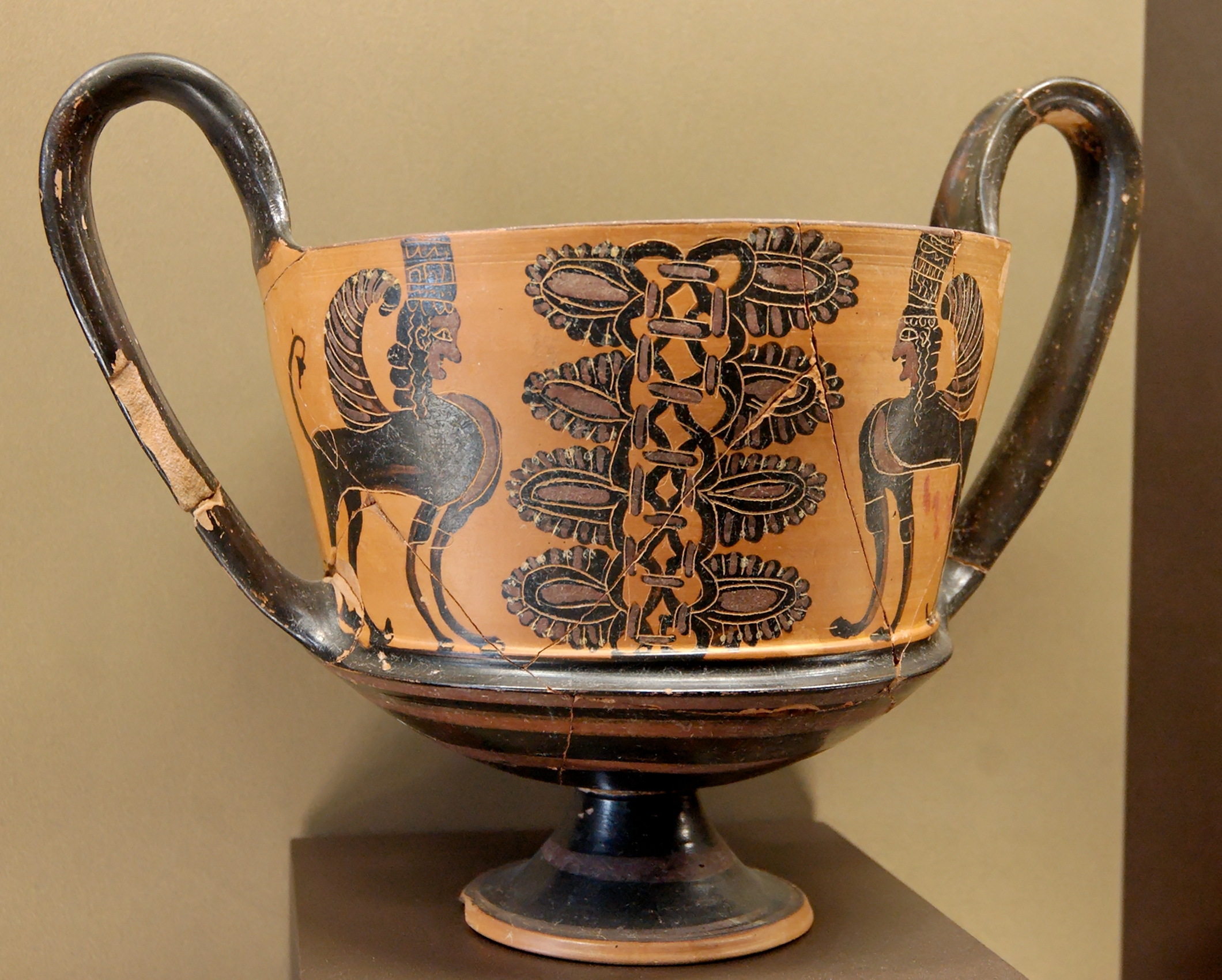
Kantharos de figuras negras com esfinges (Beócia , ca. 550 a.C.)
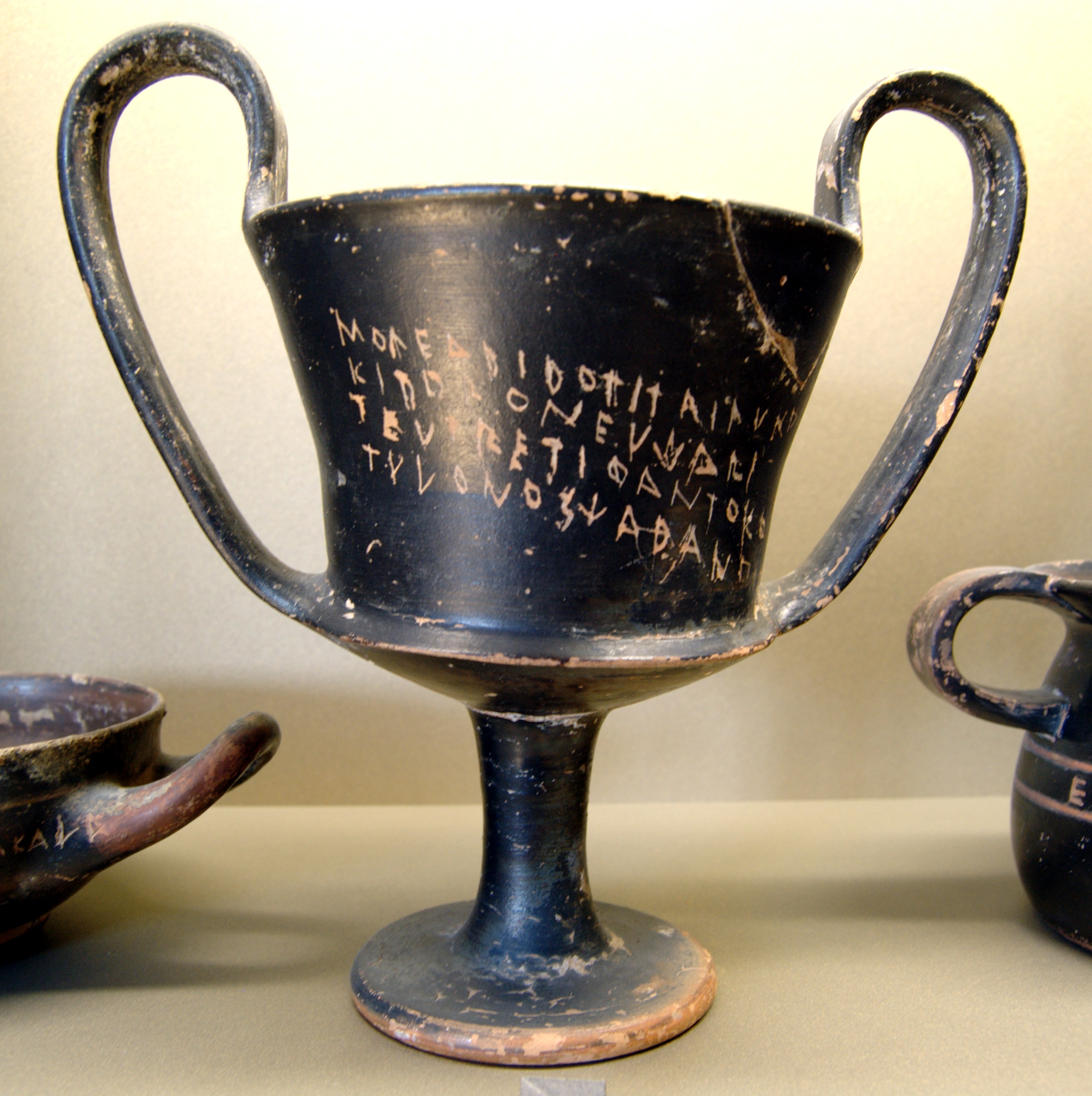
Kantharos com esmalte preto com inscrição de Boeotian (Thespiae, 450-425 a.C.)
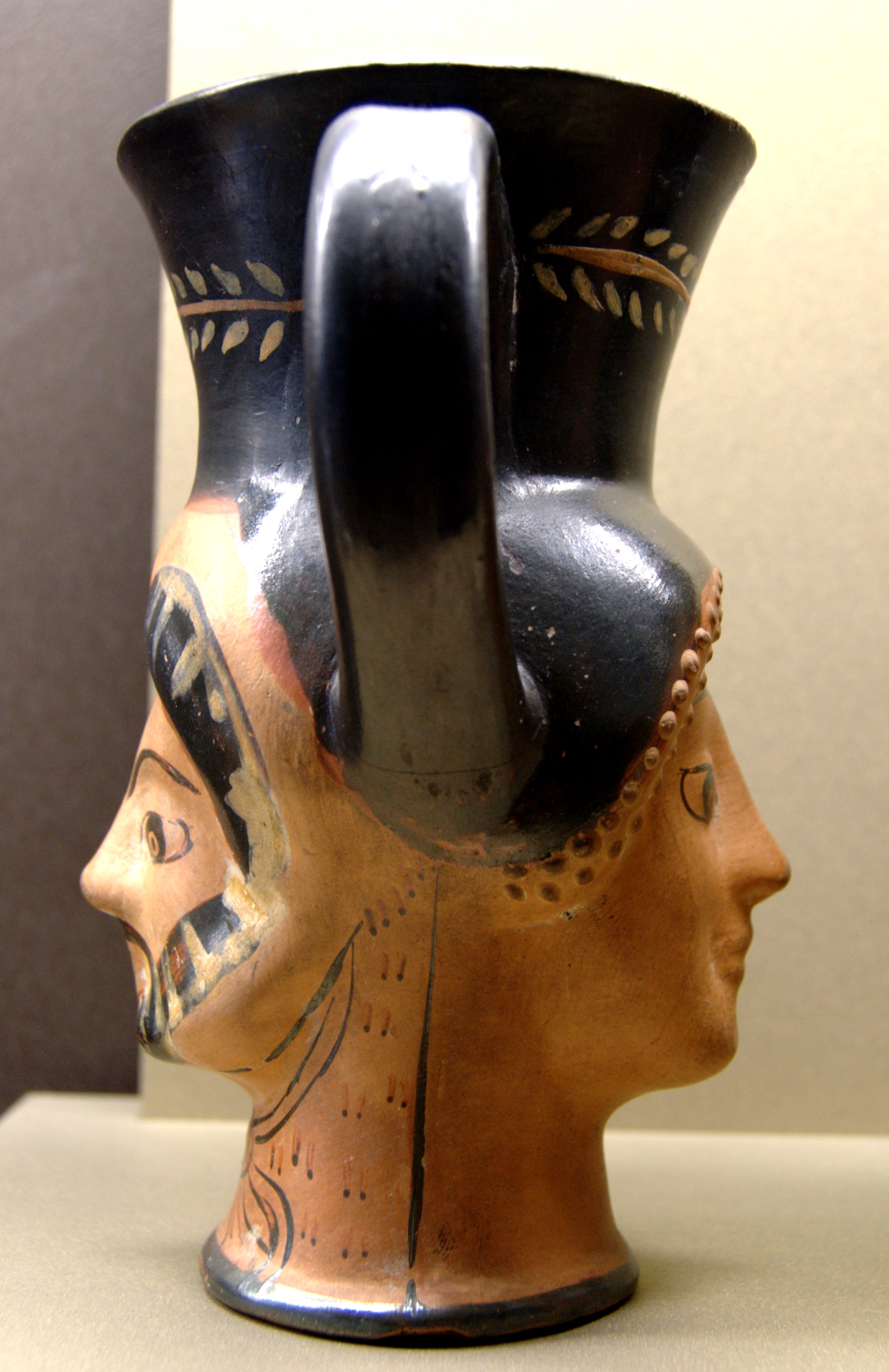
Vista lateral da janiform kantharos com Herakles e mulher (480-460 a.C.)
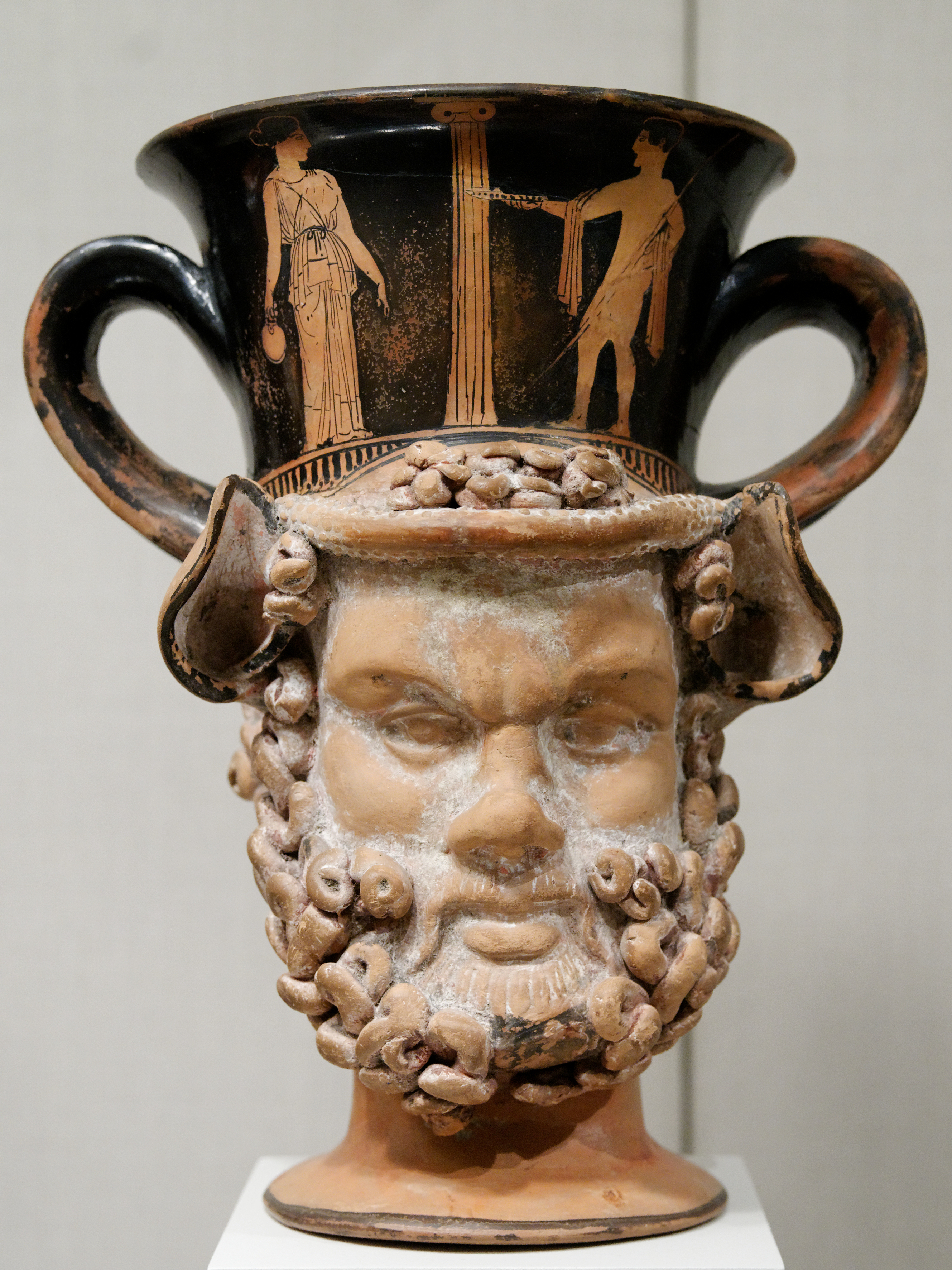
Lado sátiro de um kantharos janiforme de Aison (420 AC)
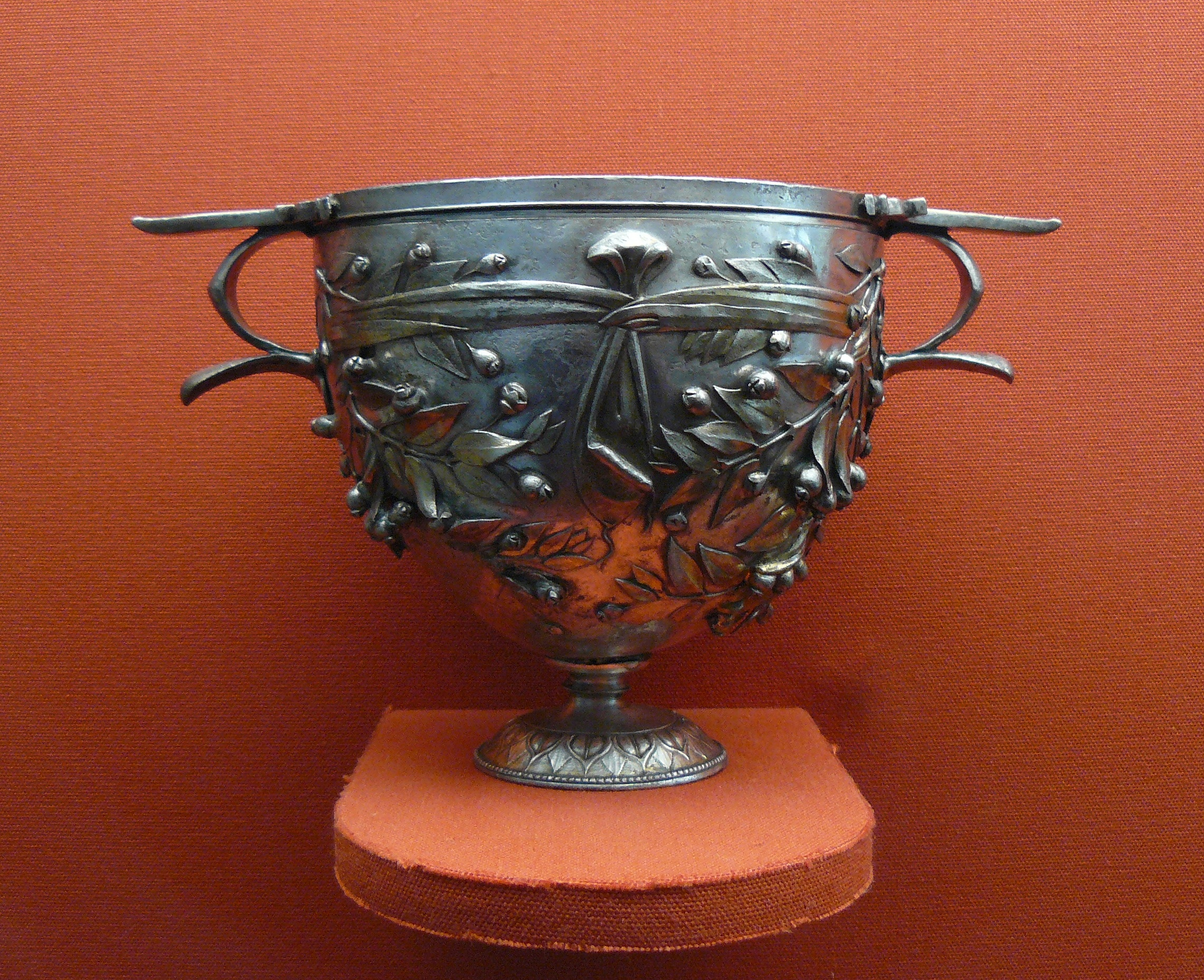
Silver cantharus (Gália, atual Alise-Sainte-Reine, final do século I a.C.)
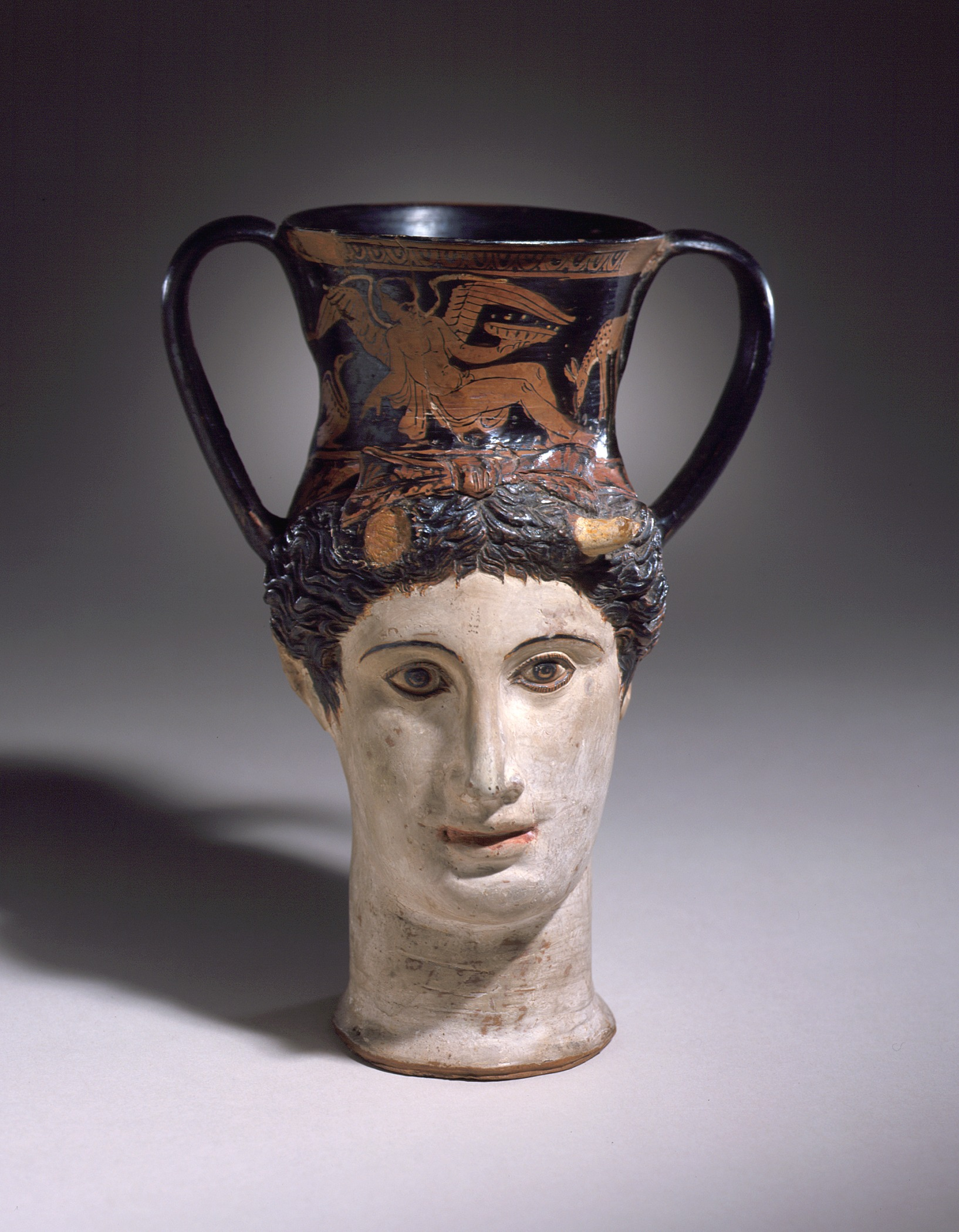
Pintor Iliupersis (sul da Itália, ativo 375-350 a.C.), Cabeça- Kantharos de um Fauno Feminino ou Io (?), Cerâmica de figuras vermelhas
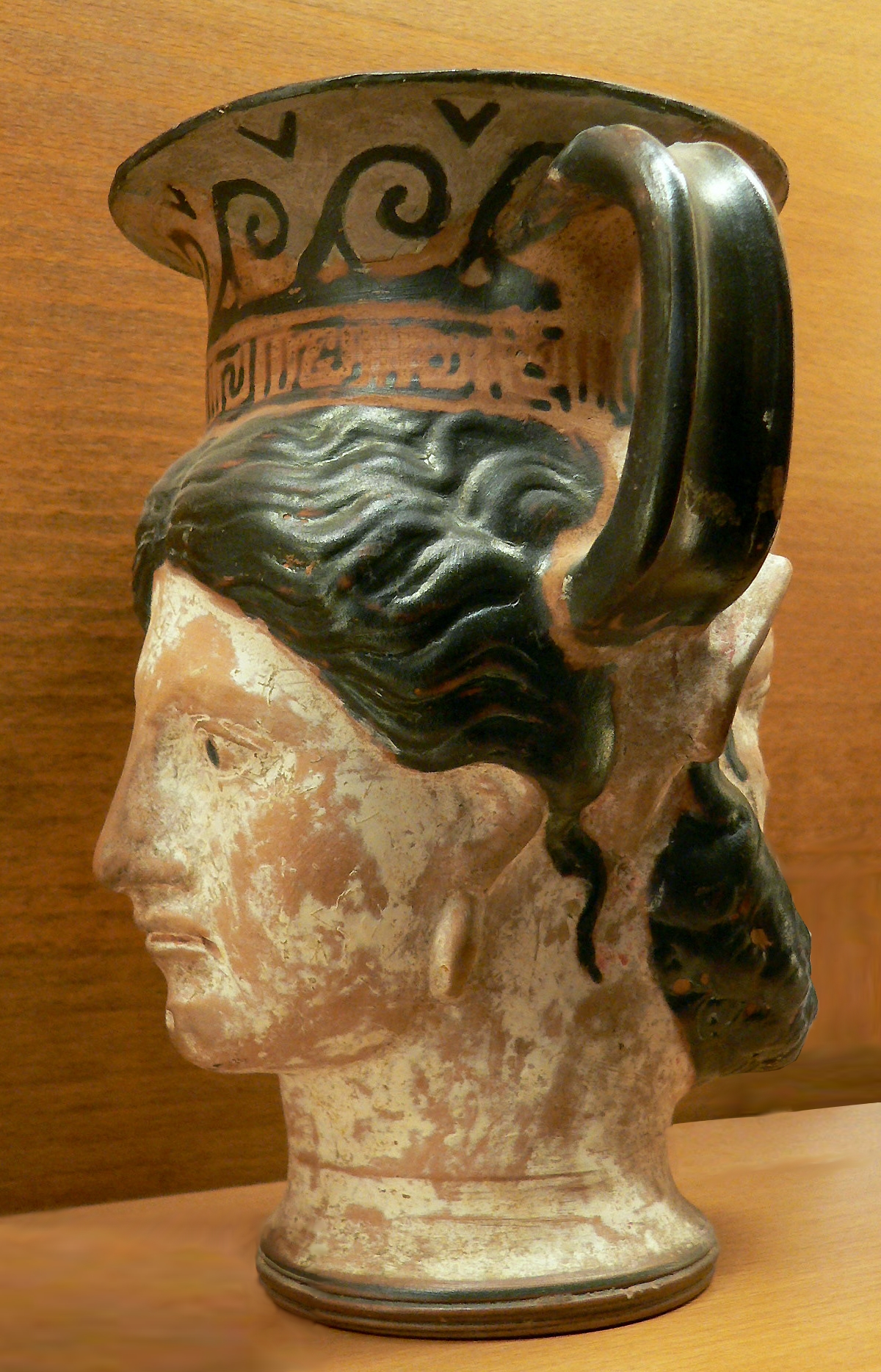
Janiform kantharos, cerâmica etrusca, segunda metade do século IV a.C.
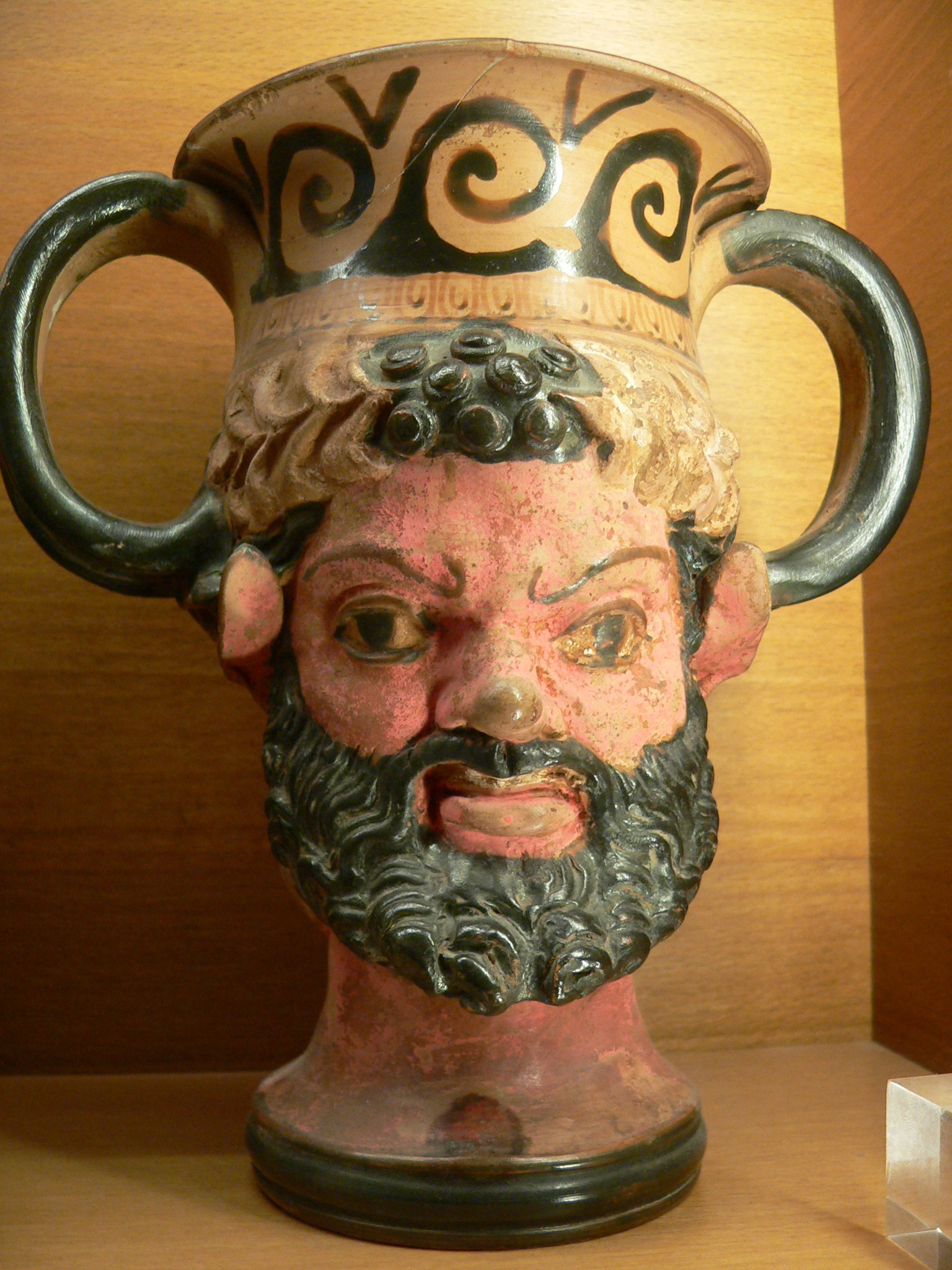
Kantharos Janus. Cabeça dupla de plástico Kantharos: cabeça de sátiro (mostrada aqui) e cabeça feminina, grupo Chiusi, 2ª metade do século IV a.C., terracota.
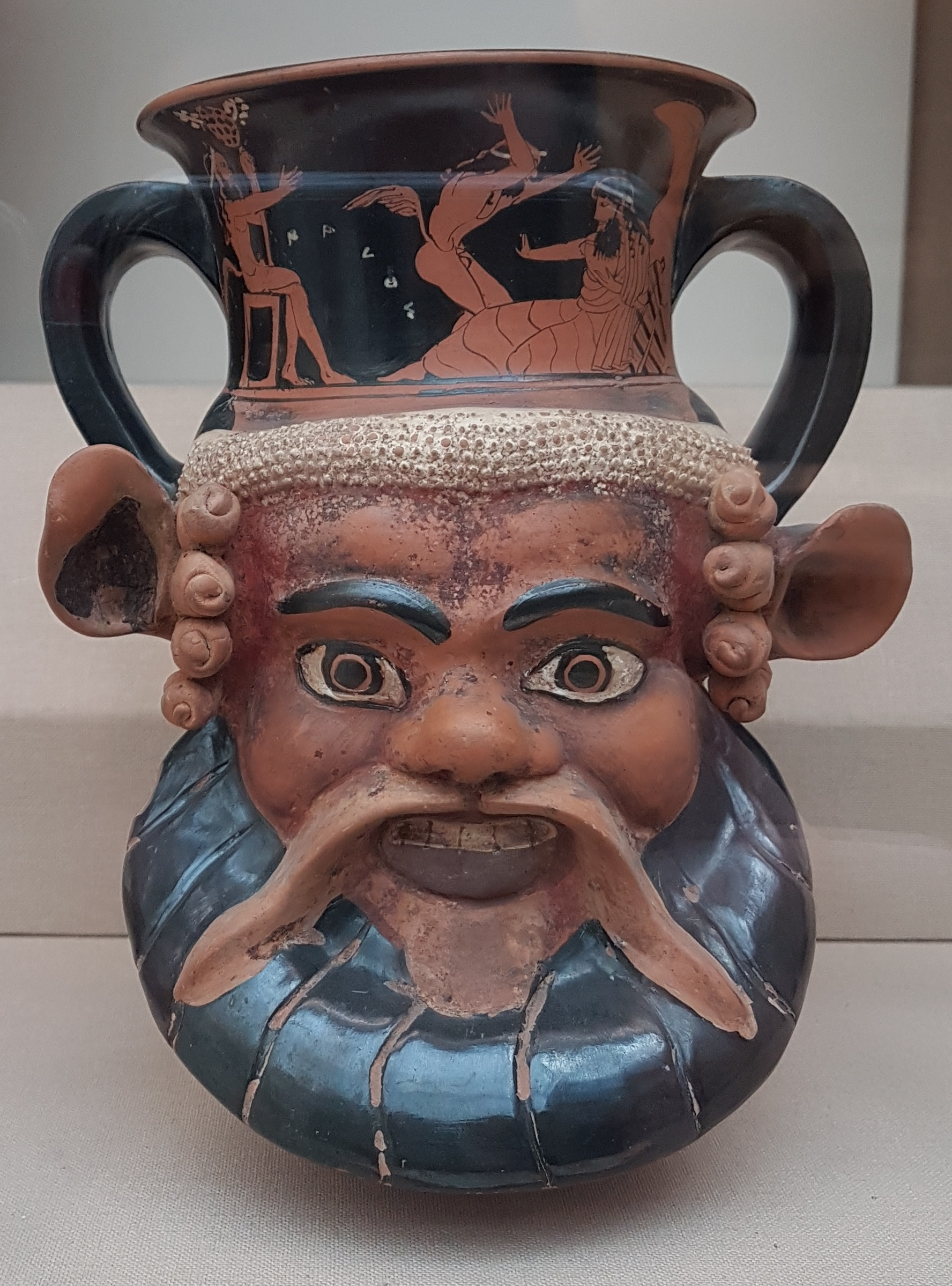
kantharos, feito em Atenas, cerca de 470 a.C, Museu Britânico, British Museum